# Chōonpu
Chōonpu (長音符), zwany też onbiki (音引き) – znak japońskiego sylabariusza katakana, który służy do przedłużania samogłosek. Zapisywany jest jako podłużna kreska (ー), która występuje po przedłużanym znaku. W przypadku jeśli tekst jest pisany z góry do dołu, wówczas chōonpu jest zapisywany pionowo. Znak ten można pomylić ze znakami kanji 一 lub 亅, jednak nie posiada innego znaczenia niż fonetyczne.